# 紹爾阿克雷斯 (加利福尼亞州)
紹爾阿克雷斯（英語：Shore Acres）是位於美國加利福尼亞州康特拉科斯塔縣的一個非建制地區。該地的面積和人口皆未知。

## 地理
紹爾阿克雷斯的座標為38°02′09″N 121°57′56″W / 38.03583°N 121.96556°W，而該地的平均海拔高度為13米（即43英尺）。